# Óscar Burchard Kessels
Óscar Burchard Kessels (Hamburgo, 1863 - La Orotava, 27 de octubre de 1949) fue un químico y naturalista alemán. Se licenció en Química y en 1888 leyó su tesis doctoral en la Universidad de Turingia, que publicó con el título: Über die Oxydation des Jodwasserstoffes durch die Sauers toffsäuren der Salzbilder (Sobre la oxidación del ácido yodhídrico por los oxácidos de los halógenos). No obstante, es más conocido como botánico e importante investigador de la flora y fauna canaria.

## Contribuciones
Llegó a Tenerife en 1904, con su esposa Käthe Burchard, quien en 1909 publicó una descripción general de Canarias, Unter Kanarischem Himmel (Bajo el cielo de Canarias), publicada en Leipzig e ilustrada con bellas fotografías realizadas por su esposo. Poco después de llegar, Burchard realizó investigaciones meteorológicas en la isla, que fueron publicadas en Berlín en 1906 y siguientes; el 29 de julio de 1908 escribió un interesante artículo “La explotación de la atmósfera" (El Tiempo) que firmó en el Puerto de la Cruz, La Paz, Estación Meteorológica, en él anuncia que ‘En los presentes días se ejecuta aquí un trabajo científico que tiene por fin explorar el estado de la atmósfera con respecto a la dirección y la fuerza de los vientos, la temperatura y la humedad del aire en sucesivas capas de altura sobre el nivel del mar' después de explicar el funcionamiento de la estación meteorológica, decía que el jefe de los experimentos en Canarias era el Dr. O. Hergesell de Estrasburgo y que éstos se efectuarían en los alrededores del hotel Humboldt por los señores Wenger y Stoll que habían convertido una habitación del hotel en un laboratorio físico.
Además de escribir el artículo sobre la erupción del Chinyero en 1909, colaboró con Manuel Mª. S. Navarro Neumann al que le facilitó información sobre los temblores. Los datos que le proporcionó los obtuvo en el jardín de su casa de La Paz Botánica. Gran aficionado a la fotografía, legó a una institución que no se ha podido localizar un buen número de fotografías sobre las islas Canarias. Visitó los barrancos más inhóspitos para recolectar plantas. Describió más de 15 especies de las islas, entre ellas: Cheirolophus duranii (El Hierro), la Euphorbia handiensis (Fuerteventura) y la Caralluma burchardii (Fuerteventura y Lanzarote). Envió a distintas instituciones científicas europeas plantas canarias herborizadas que hoy se conservan en Berlín, Kew Gardens, Chicago y otros lugares. También preparó un herbario para el Gabinete de Historia Natural del Instituto de Canarias (Cabrera Pinto), con 100 pliegos con plantas que fueron recolectadas entre 1920 y 1922 en las islas de Tenerife, La Palma, Gran Canaria y Fuerteventura. Cada pliego contenía su etiqueta, con la identificación de la planta, la localidad, fecha de recogida, altitud, nombre local y algún dato ecológico en ciertos casos. De estos 100 ejemplares, 65 de ellos son endemismos canarios (VV. AA. 160 Aniversario Instituto Canarias Cabrera Pinto (1846-2006, p. 97). En [1925] descubrió algunos restos fósiles de una tortuga gigante (Centrochelys burchardi) en una cantera de la zona de Adeje: y, en colaboración con el zoólogo alemán Christoph Gustav Emst, publicó un trabajo en 1927 sobre este descubrimiento. El 29 de enero de 1933 fue admitido como miembro de número del Instituto de Estudios Canarios; el mismo día se constituyeron las secciones entre ellas la de Ciencias Naturales: presidida por don Agustín Cabrera, el Dr. Burchard fue nombrado secretario y vocales la señora Carnochan, don Domingo Bello Rodríguez y don Nicolás de Ascanio.
Se sentía orgulloso de haber salvado una planta trepadora llamada “pico de paloma” y de haber hallado en Fuerteventura una euforbia a la que bautizó con el nombre de Euforbia handiense, ya citada, y en La Palma un verode al que llamó Aeonium nobile. Publicó en la prensa local (diario Hoy, 11 de diciembre de 1935) una relación de plantas amenazadas y muy raras: Aeonium nobile Burch; Aichryson bethencourtianum Bolle; Anagyris latifolia Brouss. ex Willd. (planta muy valiosa para forraje); Atrabylis preauxiana Sch.Bip.; Bufonia teneriffae Christ; Catha cassinoides L'Her.; Guaphalisim webbii Sch.Bip.; Laurentia canariensis D.C.; Lotus peliorhynchus  Webb (Pico de paloma); Micromeria helianthemifolia  Webb; Navara phoenicea Webb; Pterocephalus lasiospermus Link; Pyrethrum ferulaceum Webb; Rhammes integrifolia D.C.; Ruta oveojasme Webb; Salvia bolleana De Noé ex Bolle; Serophularia calliantha Webb; Sechum lancerotense Mure; Sideroxifon mermulana Lowe; Sonchus arboreus D.C.; Stalice arboriscens Brouss.; Stalice preauxii L.; Thymus origanoides Webb; Serratulla canariensis Sch.Bip.; Dicksonia culcita  L'Her.; Doryonium spretabile Webb; Doryonium criophthalmum Webb; Parolinia ornata Webb En esa fecha vivía en una casa con jardín situada «por encima de la carretera que desde la Villa de La Orotava conduce a La Perdoma, no lejos de la población, y a unos cien metros del camino», en La Mocana.

## Algunas publicaciones
- Ein neue Lotus-Art auf Teneriffa (Una nueva especie de Lotus en Tenerife), 1909

- Zwei neue kanarische Pflanzen (Dos nuevas plantas de Canarias), 1910

- Dendrologische wanderungen auf den Kanarischen inseln (Dendrológica, paseos en las Islas Canarias) 1911

- Über eine neue cactoide Euphorbia der Kanarischen Inseln (Acerca de un nuevo cactoide Euphorbia de las Islas Canarias) 1912

- Drei neue kanarische Pflanzen (Tres nuevas plantas de Canarias) 1913

- Neue Funde von Riesen-Landsehildkróten auf Teneriffa (Nuevos hallazgos de tortugas gigantes de Tenerife) 1927

- Ein neues dunkelrot blühendes Aeonium der Kanarischen Inseln (Una nueva flor de color rojo oscuro, la Aeonium de las Islas Canarias) 1928

- Beitrage zur Ókologie undBiologie der Kanarenpflanzen (Contribución a la ecología y la biología de las plantas de las Islas Canarias) 1929

- Atlas von 86 Beitrage zur Ókologie und Biologie der Kanarenpflanzen der Beitrage zur Okologie und Biologie der Kanarenpflanzen nebst Begleihvort und Erklárungen (Atlas de 86 placas con las contribuciones a la ecología y a la biología de las plantas canarias, así como los textos y declaraciones que la acompañan) 1929

- Testudo Burchardii, El primer gran fósil descubierto en Canarias, 1934.

En esas fechas además, de los posibles ingresos que le proporcionaban sus publicaciones era representante en el archipiélago canario de la fábrica de productos químicos BRACKWEDE-ALEMANIA que distribuía en la isla medicamentos muy conocidos.

## Reconocimientos
Como homenaje a su gran labor el Jardín Botánico Canario ‘Viera y Clavijo’ lo inmortalizó en La Fuente de Los Sabios junto a Joseph Bornmüller, Charles-Josef Pitard, Karl A. Bolle, Auguste M. Broussonet, Sabin Berthelot, Phillip Barker Webb, Christen Smith, Ramón Masferrer y Hermann Christ.
También lo recuerda la Villa de La Orotava, dedicándole una calle con el nombre de Pasaje de Oscar Burchard.